# منطقة عسكرية (الاتحاد السوفيتي)

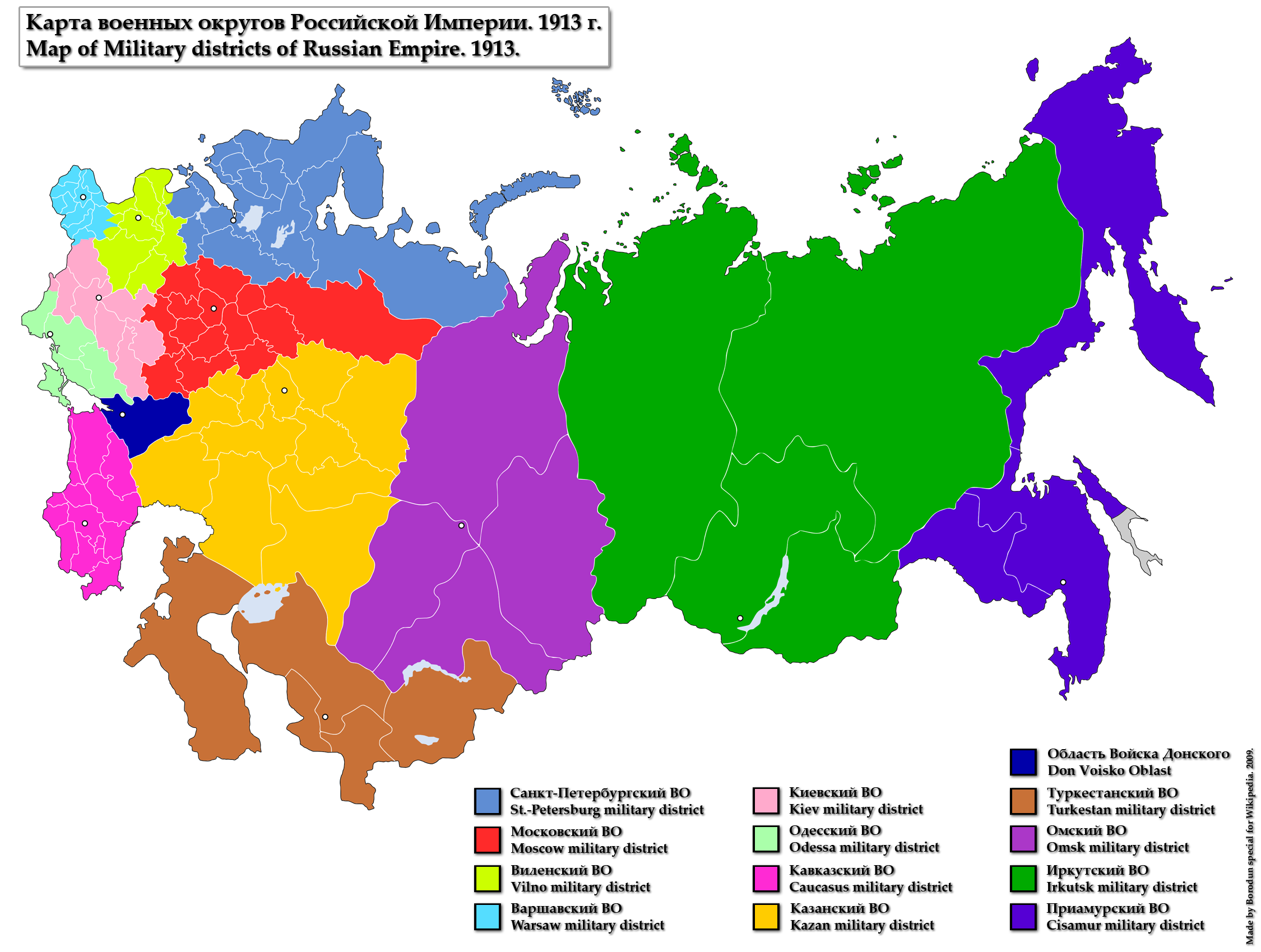
خريطة المناطق العسكرية في الإمبراطورية الروسية عام 1913.

المنطقة العسكرية في العسكرية السوفيتية (بالروسية: вое́нный о́круг) هي كل إقليم أو منطقة جغرافية تتواجد بها تنظيمات وأكاديميات عسكرية علاوة على المنشئات العسكرية الإدارية الأخرى، وقد استخدمت هذه التقسميات في الاتحاد السوفيتي لتحقيق مستوى أفضل من التحكم والإدارة على مستوى تدريب وإعداد الوحدات العسكرية والدفع بها بقدر استعدادها للمعارك.
وبدأ إنشاء المناطق العسكرية في الاتحاد السوفيتي في 31 مارس 1918 إبان الحرب الأهلية الروسية لإعداد جنود الاحتياط قبل انتقالهم لجبهة القتال حيث تم إقامة ست مناطق عسكرية بادئ الأمر في ياروسلافل وموسكو وأوريول والبحر الأبيض والأورال ونهر الفولغا.
ولم تتم إعادة هيكلة المناطق العسكرية إلا بعد إعادة الهيكلة الاقتصادية في الاتحاد السوفيتي عن طريق السياسة الاقتصادية الجديدة عام 1923 والتي استمرت حتى عام 1929، حيث ظلت المناطق العسكرية في روسيا السوفيتية تابعة مباشرة لإدرة كل أوبلاست وغوبرنيه على حدى بحسب التقسيمات الإدارية المعمول بها منذ عهد الإمبراطورية الروسية، بخلاف الجمهوريات السوفيتية الأخرى والتي شكّلت كل منها المناطق العسكرية الخاصة بها.

## رموز المناطق العسكرية
فيما يلي الرموز الخاصة بالمناطق العسكرية السوفيتية الستة عشر مطلع يوليو 1940 مع بداية الغزو الألماني للاتحاد السوفيتي واندلاع معارك الجبهة الشرقية:
- BOVO – منطقة بيلاروسيا العسكرية الخاصة[ا] ((بالروسية: БОВО -Белорусский Особый военный округ)‏)
- ZapOVO – المنطقة العسكرية الغربية الخاصة ((بالروسية: ЗапОВО –Западный Особый военный округ)‏)
- KOVO – منطقة كييف العسكرية الخاصة ((بالروسية: Киевский Особый военный округ)‏)
- ArkhVO – منطقة أرخانغلسك العسكرية ((بالروسية: АрхВО -Архангельский военный округ)‏)
- ZabVO – منطقة ما وراء البيكال العسكرية ((بالروسية: ЗабВО -Забайкальский военный округ)‏)
- ZakVO – منطقة ما وراء القوقاز العسكرية ((بالروسية: ЗакВО - Закавказский военный округ)‏)
- KalVO – منطقة كالنين العسكرية[ب] ((بالروسية: КалВО -Калининский военный округ)‏)
- LVO – منطقة لينينغراد العسكرية ((بالروسية: ЛВО - Ленинградский военный округ)‏)
- MVO – منطقة موسكو العسكرية ((بالروسية: МВО -Московский военный округ)‏)
- OdVO – منطقة أوديسا العسكرية ((بالروسية: ОдВО - Одесский военный округ)‏)
- OrVO – منطقة أوريول العسكرية ((بالروسية: ОрВО -Орловский военный округ)‏)
- PribVO – منطقة البلطيق العسكرية[ج] ((بالروسية: ПрибВО -Прибалтийский военный округ)‏)
- PriVO – منطقة الفولغا العسكرية ((بالروسية: ПриВО -Приволжский военный округ)‏)
- SAVO – منطقة آسيا الوسطى العسكرية ((بالروسية: САВО -Среднеазиатский военный округ)‏)
- SibVO – منطقة سيبيريا العسكرية ((بالروسية: СибВО -Сибирский военный округ)‏)
- SKVO – منطقة شمال القوقاز العسكرية ((بالروسية: СКВО -Северо-Кавказский военный округ)‏)
- UrVO – منطقة الأورال العسكرية ((بالروسية: УрВО -Уральский военный округ)‏)
- KhVO – منطقة خاركوف العسكرية ((بالروسية: ХВО -Харьковский военный округ)‏)

كما ضُمت المنطقتين العسكريتين في كرايتي خاباروفسك وبريمورسكي كراي إلى منطقتي قيادة جيشي الراية الحمراء الأول والثاني والذين شكلوا جميعهم فيما بعد جبهة الشرق الأقصى العسكرية في 14 يناير 1941.

### الحرب الوطنية العظمى
تباينت أعداد المناطق العسكرية السوفيتية خلال الحرب العالمية الثانية تبعا للأوضاع العسكرية في ذلك الوقت وتطور الجيش السوفيتي، فقبيل الحرب الوطنية العظمى لم يكن هناك سوى ستة عشر منطقة عسكرية بالإضافة إلى جبهة واحدة، إلا أن هذه الأرقام لم تظل ثابتة طوال فترة الحرب حيث وصل عدد المناطق العسكرية في بعض الفترات إلى خمسة وعشرين منطقة عسكرية؛ توزيعها كالأتي:
الشمال والشمال الغربي:
- منطقة أرخانغلسك العسكرية
- منطقة البحر الأبيض العسكرية
- منطقة لينينغراد العسكرية
- منطقة البلطيق العسكرية الخاصة
- منطقة كالنين العسكرية

الغرب والوسط:
- المنطقة العسكرية الغربية الخاصة
- منطقة موسكو العسكرية
- منطقة ياروسلافل العسكرية
- منطقة أوريول العسكرية
- منطقة السهوب العسكرية
- منطقة كييف العسكرية الخاصة

الجنوب والجنوب الغربي:
- منطقة أوكرانيا العسكرية
- منطقة خاركوف العسكرية [د][1]
- منطقة أوديسا العسكرية
- منطقة ما وراء الفولغا العسكرية
- منطقة ما وراء القوقاز العسكرية
- منطقة شمال القوقاز العسكرية

سيبيريا ووسط آسيا:
- منطقة الفولغا العسكرية
- منطقة الأورال العسكرية
- منطقة غرب سيبيريا العسكرية
- منطقة سيبيريا العسكرية
- منطقة آسيا الوسطى العسكرية
- منطقة تركستان العسكرية

الشرق الأقصى:
- منطقة شرق سيبيريا العسكرية
- منطقة الشرق الأقصى العسكرية
- منطقة ما وراء البيكال العسكرية

ومع نهاية الحرب العالمية الثانية ازداد عدد المناطق إلى ثلاثة وثلاثين منطقة للمساعدة في تسريح القوات بعد نهاية العمليات العسكرية ثم خُفّض أعداد المناطق العسكرية فيما بعد إلى إحدى وعشرين منطقة فقط بحلول شهر أكتوبر من عام 1946.

### الحرب الباردة
وصل عدد المناطق العسكرية في الثمانينات من القرن العشرين إلى ستة عشر منطقة عسكرية موزّعة على خمس مسارح عمليات رئيسية وذلك قبل انهيار الاتحاد السوفيتي بسنوات قليلة.
- الغرب:
  - قيادة المنطقة الغربية الإستراتيجية:
    - مجموعة القوات السوفيتية في ألمانيا (ألمانيا الشرقية)
    - مجموعة القوات الشمالية (بولندا)
    - مجموعة القوات الوسطى (تشيكوسلوفاكيا)
    - منطقة البلطيق العسكرية
    - منطقة بيلاروسيا العسكرية
    - منطقة كاربات العسكرية

  - قيادة المنطقة الجنوبية الغربية الإستراتيجية:
    - مجموعة القوات الجنوبية (المجر)
    - منطقة أوديسا العسكرية
    - منطقة كييف العسكرية
- الشمال الغربي:
  - منطقة لينينغراد العسكرية
- الشرق الأقصى:
  - منطقة سيبيريا العسكرية
  - منطقة ما وراء البيكال العسكرية
  - منطقة الشرق الأقصى العسكرية
  - منطقة آسيا الوسطى العسكرية
- الجنوب:
  - منطقة ما وراء القوقاز العسكرية
  - منطقة شمال القوقاز العسكرية
  - منطقة تركستان العسكرية
- الوسط الاحتياطي
  - منطقة موسكو العسكرية
  - منطقة الفولغا العسكرية
  - منطقة الأورال العسكرية

## الملاحظات
1. ↑  تشكلت 11 يوليو 1940
2. ↑  أُلغيت 11 يوليو 1940
3. ↑  تشكلت في 11 يوليو 1940 وأُعيد تسميتها في 17 أغسطس 1940 إلى PribOVO - منطقة البلطيق العسكرية الخاصة ((بالروسية: ПрибОВО - Прибалтийский Особый военный округ)‏)
4. ↑  تشكلت أول مرة عام 1919 وأُعيد تشكيلها مرة أخرى عام 1935 لتكوين الجيش الثامن عشر كما أُعيد تشكيلها مرة ثالثة في سبتمبر 1943 حتى أُلغيت وضُمت إلى منطقة كييف العسكرية في يونيو 1946 في إطار تكوين الجيش الحادي والعشرين